# Титаномахія
Титанома́хія (грец. Τιτανομαχία) у давньогрецькій міфології — тривала низка битв богів-олімпійців з титанами, також відома як Битва титанів або Битва богів. Олімпійці здобули в ній перемогу за допомогою кіклопів і гекатонхейрів на своєму боці. Внаслідок титаномахії було покладено край пануванню над світом бога Кроноса і настало правління олімпійців на чолі із Зевсом.
Відомо кілька поем грецької літератури класичного періоду про титаномахію, але єдиною вцілілою є «Теогонія» Гесіода. Втрачений епос «Титаномахія», чиїм автором вважається легендарний фракійський співець Таміріс, згадується в трактаті «Про музику», приписуваному Плутарху.

## Попередні події
Бог Кронос (Крон) боявся, що його діти позбавлять його влади, як він сам вчинив зі своїм батьком Ураном. Тому Кронос наказав своїй дружині Реї приносити йому всіх народжених нею дітей і проковтував їх. Так Кронос пожер Гестію, Деметру, Геру, Аїда і Посейдона. Народженого після них Зевса Рея за порадою Урана і Геї сховала на острові Крит (за іншою версією у Фригії) в Діктейській печері.
Німфи Адрастея та Ідея опікувалися Зевсом, вигодовуючи його молоком божественної кози Амальтеї. Бджоли носили йому мед зі схилів високої гори Дікти. Біля входу до печери стояли напівбоги курети, які били в щит мечами щоразу, коли маленький Зевс плакав. Тому Кронос довго не знав про свого сина і був впевнений, що йому ніхто не загрожує.
Рея дала чоловікові замість сина проковтнути камінь, загорнений у пелюшки. Крон не помітив обману, а вцілилий Зевс ріс на Криті. За деякими переказами, Кронос згодом дізнався про це і став переслідувати Зевса. Той зумів утекти, перетворившись на змія.

## Події титаномахії
Зрештою Зевс виріс і Рея вирішила, що він готовий до битви з батьком. Зевс проник в покої батька під виглядом виночерпія й дав йому зілля з гірчиці й солі. Воно змусило Кроноса виригнути з черева всіх проковтнутих дітей, які доти також виросли. Разом вони укріпилися на горі Олімп і почали боротьбу з Кроносом та іншими титанами за владу над світом.
Деякі титани стали на бік богів Олімпу, тоді як за Кроноса стали решта на чолі з Атлантом. Проте боротьба тривала десять років без переваги ні Кроноса, ні Зевса. Зевс, дослухавшись до поради Геї, визволив з-під землі та задобрив дарами трьох сторуких велетнів гекатонхейрів. Вони жбурляли у ворогів цілі скелі, а Зевс метав блискавки, від чого весь світ здригався. Від битви світ охопили пожежі, моря закипіли, а небо закрив дим. Також на допомогу Зевсові прийшли кіклопи, котрі викували йому громи і блискавки, Аїд, що дав шолом, і Посейдон, який вручив тризубець. Врешті Кронос та інші титани не витримали натиску і були переможені.

## Наслідки
Зевс розправився з титанами та їх спільниками, які не перейшли на його бік. Так Атланта він примусив тримати на плечах небо, а інших олімпійці скували міцними ланцюгами і скинули до Тартару. Титаніди були помилувані за проханням Метиди й Реї. Двоє з гекатонхейрів самі викликалися стерегти брами до Тартару, щоб титани ніколи не звільнилися. Кроноса, за різними версіями, Зевс або скинув у Тартар з рештою титанів, або примирився з ним та поселив батька на найдальших західних Британських островах.
Гея розгнівалась на Зевса за його суворість і, одружившись з Тартаром, породила потвору, велетня Тіфона, що мав змій замість ніг. В битві з чудовиськом Зевс подолав його блискавками, а тіло скинув у Тартар. Та Тіфон лишився живим і відтоді викликає бурі й землетруси, хоч і не може вибратися із заточення. Згодом він породив з Єхидною двоголового пса Ортра, триголового пса Кербера, лернейську гідру та Химеру.
Після перемоги Зевс взяв собі у володіння небо, Посейдон — море, а Аїд — підземне царство. Земля ж лишилася в спільному володінні богів, котрі визнали Зевса за головного. Пізніше велетні гіганти виступили проти богів, щоб помститися їм за титанів, але так само програли. Їхня битва з олімпійцями отримала назву гігантомахії.

## Трактування міфів про титаномахію
Згідно з Робертом Ґрейвсом, міфи про боротьбу богів-олімпійців з титанами відображають війну еллінів з корінним населенням Пелопоннесу. Титани початково були богами аборигенів і після перемоги еллінів їхній культ припинив існування, що й описано як ув'язнення титанів. У той же час з еллінами імовірно перебували в союзі деякі місцеві племена, тому в міфах у богів-олімпійців є союзники з числа титанів. Тріада богів Посейдона, Аїда та Зевса відображає три нашестя еллінів: іонійське, еолійське та ахейське. Після першого й другого елліни, попри перемогу, були асимільовані місцевим населенням. Тільки ахейське нашестя утвердило панування еллінської культури. Вирішальна битва, найвірогідніше, сталася близько 1550 року до н.е. Після перемоги еллінів було скасовано принесення в жертву царів племен, що зробило ватажків переможців безсмертними богами в очах населення. До того часу втім і в корінного населення вже не практикувалося щорічне вбивство царя та обрання нового. Натомість замість царів у жертву приносилися діти, тому в міфі Кронос пожирає своїх дітей.